# 博斯特尔
博斯特尔是德国石勒苏益格－荷尔斯泰因州的一个市镇。总面积5.12平方公里，总人口129人，其中男性66人，女性63人（2011年12月31日），人口密度25人/平方公里。